# 八丈島と、魔女の夏
『八丈島と、魔女の夏』（はちじょうじまと、まじょのなつ）は、小椋正雪による日本のライトノベル。イラストは水月悠が担当。一迅社文庫（一迅社）より2012年5月に刊行された。第1回キネティックノベル大賞佳作受賞作。
作者が実際に八丈島を単訪した旅行記をベースに小説として仕上げた作品で、執筆当時に八丈島に関するガイドブック等が殆ど無かった事から、観光スポットの紹介としても読めるように執筆されている。 

## あらすじ
地質学者を務める両親がアイスランドに長期出張するため、八丈島に住む父の知人の下へと預けられた高校生・真名部学。彼が身元を預けられた相手は、喫茶店『ACHTBURG（アハトブルグ）』を営む正真正銘の魔女エーファ・バイスシュタインであった。八丈島で生活を営む中、学は喫茶店で働く少女・高遠真奈との出会いや、エーファの周囲に纏わる不思議な事件に関わっていくこととなる。

## 登場人物
真名部 学（まなべ まなぶ）
主人公にして語り部。両親がアイスランドで頻発する火山活動を調査すべく長期出張したため、父・真名部猛（まなべ たけし）の友人であるエーファの元に預けられることに。八丈島の生活に順応してゆく中、島に住む少女達やエーファと交流してゆく。
エーファ・バイスシュタイン
八丈島に住むドイツ出身の魔女で、学の父の知人。見た目はせいぜい20歳前後の女性だが、本人曰く40歳過ぎとのこと。喫茶店『ACHTBURG（アハトブルグ）』を営んでおり、一風変わったシロップやコーヒーなどを客に提供している。普段はぐうたら気味に過ごすことも多く、学や真奈から心配されることも多い。
高遠 真奈（たかとお まな）
『ACHTBURG』で働く少女で、学の同級生。母親がエーファの知人であるが故に預けられており、父親は居ないとのこと。他人から身体を触られることを苦手とするが、学とエーファには触られても平気である。
古田 潮美（ふるた しおみ）、水沢 雪子（みずさわ ゆきこ）、神崎 鈴佳（かんざき すずか）
学・真奈と同じ学校に通う少女達で、『ACHTBURG』の常連。

## 既刊一覧
- 小椋正雪（著） / 水月悠（イラスト） 『八丈島と、魔女の夏』 一迅社〈一迅社文庫〉、2012年5月20日発売[3]、ISBN 978-4-7580-4333-5